# Hampton (Arkansas)
Pour les articles homonymes, voir Hampton.
La ville de Hampton est le siège de comté du comté de Calhoun, dans l'Arkansas, aux États-Unis.

## Démographie
| 1860 | 1870 | 1880 | 1890 | 1910 | 1920 | 1930 | 1940 |
| ---- | ---- | ---- | ---- | ---- | ---- | ---- | ---- |
| 166  | 138  | 150  | 406  | 353  | 271  | 669  | 686  |

| 1950 | 1960  | 1970  | 1980  | 1990  | 2000  | 2010  | - |
| ---- | ----- | ----- | ----- | ----- | ----- | ----- | - |
| 838  | 1 011 | 1 252 | 1 627 | 1 562 | 1 579 | 1 324 | - |